# Méfiez-vous du grand amour
Albums de Michel Rivard
De Longueuil à Berlin
(1979)
Méfiez-vous du grand amour est le premier album solo de Michel Rivard édité au Québec en 1977 par Capitol Records. Cet album sort avant l'album Passagers de Beau Dommage dans la même année. On y retrouve des musiciens tels que Réal Desrosiers et Michel Hinton de Beau Dommage, Mario Légaré d'Octobre et le contrebassiste jazz Michel Donato.

## Titres
| No  | Titre                                                                        | Durée |
| --- | ---------------------------------------------------------------------------- | ----- |
| 1.  | Méfiez-vous du grand amour                                                   |       |
| 2.  | Le plus fou des deux                                                         |       |
| 3.  | Belle promeneuse                                                             |       |
| 4.  | Juste assez d'place                                                          |       |
| 5.  | L'inconnu du terminus                                                        |       |
| 6.  | Je suis un sacripant                                                         |       |
| 7.  | Ce matin-là (Félix Leclerc)                                                  |       |
| 8.  | L'enterrement du bonhomme sept heures (participation de Maxime Le Forestier) |       |
| 9.  | Ramène la bouteille                                                          |       |
| 10. | Bruxelles (printemps 1977)                                                   |       |

## Personnel
- Michel Rivard: guitares;
- Mario Légaré: basse électrique;
- Réal Desrosiers: batterie;
- Michel Hinton: piano;
- Bruce Murchison: violon;
- Michel Donato: contrebasse;
- Roger Simard: batterie, vibraphone;
- Gerry Leduc: saxophone;
- Rachelle Paiement: chœurs;
- Arrangements: Neil Chotem
- Directeur artistique: Pierre Dubord